# Sorte Sarah
Sorte Sarah (eller Sara-la-Kali) er en helgen, der tilbedes af romaer i hele verden. Hun fejres den 24. maj i den sydfranske by Saintes-Maries-de-la-Mer ved Middelhavet. Hun har paralleller til den indiske gudinde Kali og til kulten omkring den sorte Madonna, der tilbedes i det samme område.